# Aleksandr Miasnikián
Aleksandr Fiodori Miasnikián, Myasnikyan  o Miasnikov ( en armenio: Ալեքսանդր Ֆեոդորի (Աստվածատուրի) Մյասնիկյան; en ruso: Алекса́ндр Фёдорович Мяснико́в; Aleksandr Fiódorovich Miasnikov; 28 de enero [9 de febrero] de 1886 - 22 de marzo de 1925) fue un revolucionario y oficial bolchevique soviético de etnia armenia. Durante la Guerra Civil Rusa, se desempeñó como Primer Secretario del Comité Central del Partido Comunista de la República Socialista Soviética de Bielorrusia de 1918 a 1919. Como presidente del Consejo de Comisarios del Pueblo de la  República Socialista Soviética de Armenia de 1921 a 1922, se le atribuye la reconstrucción de la Armenia soviética al comienzo de la Nueva Política Económica (NEP) de Lenin.
El nombre de guerra revolucionario de Miasnikián era Martuni.

## Biografía
Miasnikián nació en la ciudad de población armenia de Nuevo Najicheván (ahora parte de Rostov del Don) en la familia de un comerciante. Se graduó en el departamento de derecho de la Universidad de Moscú en 1911. Como estudiante en Nueva Najicheván y luego en Moscú, Miasnikián participó activamente en grupos clandestinos a partir de 1901 y se convirtió formalmente en miembro del movimiento revolucionario en 1904. Fue arrestado y exiliado a Bakú en 1906.
Entre 1912 y 1914, Miasnikián trabajó como asistente de un abogado en Moscú y participó en la difusión de literatura política. Fue reclutado por el ejército ruso en 1914, donde promovió ideas revolucionarias entre los soldados.
Después de la Revolución de Febrero de 1917, Miasnikián se convirtió en miembro del comité de primera línea del Frente Occidental y fue editor del periódico bolchevique Zvyazdá en Minsk. Fue elegido como delegado al VI Congreso del Partido Obrero Socialdemócrata de Rusia (bolchevique). Tras tener noticia de la Revolución de Octubre sucedida en Petrogrado, estableció y encabezó el Comité Militar Revolucionario en Minsk jugando el papel decisivo en la instauración pacífica allí del poder de los soviets. 
Se convirtió en presidente del Comité Regional del Noroeste del Partido Bolchevique y pasó a formar parte del Comité Militar Revolucionario de la Región Occidental. Miasnikián fue elegido comandante del Frente Occidental en el congreso de diputados.
A pesar de ser un opositor activo de la idea de una autonomía bielorrusa, en 1918, fue nombrado primer presidente del Comité Central del Partido Comunista de la República Socialista Soviética de Bielorrusia. Del 4 al 27 de febrero de 1919, Miasnikián fue presidente del Comité Ejecutivo Central de la República Socialista Soviética Bielorrusa que existió brevemente en enero y febrero de ese año. Fue miembro del Comité Central del Partido Bolchevique de la efímera República Socialista Soviética de Lituania y Bielorrusia.
Cuando Nikolái Krylenko fue nombrado Comandante en Jefe Supremo del Ejército Rojo, y a su vez nombró a Miasnikián como su adjunto.
En 1921, después del Levantamiento de febrero donde las fuerzas de la Federación Revolucionaria Armenia derrocaron brevemente la autoridad soviética en Armenia, Miasnikian fue nombrado presidente del Consejo de Comisarios del Pueblo de la RSS de Armenia, el gobierno recién instalado de la República Socialista Soviética de Armenia. De camino a Armenia, entregó la carta de Lenin "A los camaradas comunistas de Azerbaiyán, Georgia, Armenia, Daguestán y la República  de la Montaña" a la dirección bolchevique caucásica en Tiflis, en la que les pedía que ejercieran la moderación y retrasaran su transición a socialismo.
Tras ser nombrado jefe de gobierno durante los primeros años de la RSS de Armenia, Miasnikián se enfrentó a dos cuestiones urgentes: la rebelión antibolchevique en la región sureña de Zangezur y la cuestión del Karabaj montañoso, una región disputada de población armenia. entre la Armenia soviética y el Azerbaiyán soviético. Miasnikián entabló negociaciones con los rebeldes en Zangezur, ofreciendo una serie de concesiones a cambio de aceptar la autoridad soviética en Armenia, pero el 3 de junio de 1921 el Kavburó (el órgano de toma de decisiones del Partido Bolchevique en el Cáucaso) resolvió reprimir la rebelión. Los rebeldes fueron derrotados y huyeron a Persia en julio.
La resolución adoptada en la reunión de Kavburó el 3 de junio (en la que estuvo presente Miasnikián) incluía un punto que establecía que el Karabaj montañoso debería ser declarado parte de Armenia. El 12 de junio, Miasnikián firmó un decreto adoptado por el gobierno soviético que establecía que los Revkoms de Armenia y Azerbaiyán habían acordado que el Karabaj montañoso era ahora una parte inalienable de Armenia. Sin embargo, hubo desacuerdo por parte de Azerbaiyán, que insistió en dejar la resolución final sobre el estatus de Karabaj para futuras reuniones de Kavburó. En una reunión de Kavburó el 4 de julio de 1921, Miasnikián y la mayoría de los miembros votaron a favor de realizar un referéndum en la parte montañosa de población armenia de Karabaj y convertirla en parte de Armenia. Justo al día siguiente, Kavburó decidió revisar la decisión y adoptar una nueva por la cual el Karabaj Montañoso se convertiría en una región autónoma dentro de la RSS de Azerbaiyán. El Comité Central del Partido Comunista de la RSS de Armenia protestó sin éxito por la decisión. Seis meses después, Miasnikián dijo al Primer Congreso del Partido Comunista Armenio que Azerbaiyán había amenazado con cortar el suministro de queroseno a Armenia si exigía Karabaj.
Miasnikián jugó un papel decisivo en la formación de las instituciones estatales y la economía de la república. Miasnikián también inició un trabajo activo para erradicar el analfabetismo y desarrollar la manufactura de recursos local en Armenia.
Miasnikián escribió varias obras sobre la teoría del marxismo-leninismo, la historia del movimiento revolucionario y la literatura armenia. Comenzó a escribir críticas de teatro en 1906. Sus obras sobre la literatura armenia incluyen el artículo "Mikael Nalbandián" y folletos sobre la poesía de Hovhannés Hovhannisián y Hovhannés Tumanián. En literatura, Miasnikián criticó los enfoques apolíticos de la literatura y el concepto de "arte por el arte" en artículos como La filantropía y sus lacayos (1912).

## Muerte
Miasnikián murió en un misterioso accidente aéreo el 22 de marzo de 1925, junto con Solomón Moguilevski, Gueorgui Atarbékov, el piloto e ingeniero de vuelo. Se dirigían a Sujumi para asistir a una conferencia comunista en Abjasia. Poco después de despegar de Tiflis, el avión Junkers F 13 donde iban a bordo se incendió. Según informes de testigos presenciales, se vio a personas saltando a la muerte para escapar del avión en llamas.
Nunca se estableció la causa del incendio, a pesar de las comisiones de investigación separadas presididas por Lavrenti Beria (primero) y Karl Pauker (segundo y tercero). No se encontró nada malo con el avión mecánicamente. León Trotski, que partió de Sujumi para el funeral en Tiflis, sospechaba de la causa del accidente. Otros que creían que había sido deliberado sospechaban que el propio Beria lo había organizado.

## Legado
Anastás Mikoyán pidió revivir la memoria de Miasnikián, junto con los escritores Raffi, Rafael Patkanián y Yeghishé Charénts, en un discurso pronunciado en marzo de 1954 en Ereván.
En 1976, se estrenó una película dirigida por Frunze Dovlatyán sobre la vida de Miasnikián titulada Yerkunk (El nacimiento), donde Miasnikián es interpretado por Jorén Abrahamián.
Miasnikián es uno de los pocos líderes comunistas que aún venerado en Armenia después de la disolución de la Unión Soviética. Un monumento en su memoria está situado en el centro de Ereván.
Varios lugares dentro de la Unión Soviética recibieron su nombre (incluido "Martuni", su nom de guerre): en Armenia, una ciudad y dos pueblos (en las provincias de Gegharkunik y Armavir). En el óblast de Rostov de Rusia, un raión (distrito) poblado por armenios lleva su nombre. En la disputada República de Nagorno-Karabaj, una ciudad y una provincia se llaman Martuni.